# Герб Карлсёй
Герб Карлсёй (норв. Karlsøy) — опознавательно-правовой знак коммуны Карлсёй губернии Тромс в Норвегии, составленный и употребляемый в соответствии с геральдическими (гербоведческими) правилами, и являющийся официальным знаком муниципального образования и символизирующий его достоинство и административное значение.
Герб Карлсёй был утверждён 12 декабря 1980 года.

## Описание
На варяжском (норманском) треугольном геральдическом щите помещена серебряная голова морского орла на лазоревом поле.
На севере острова Nord-Fugløy коммуны Карлсёй находится одна из крупнейших в Европе колоний орланов. Кроме того, морской орёл, питающийся, в основном, рыбой, символизирует важность рыболовства для муниципалитета.